# Resolució 898 del Consell de Seguretat de les Nacions Unides
La Resolució 898 del Consell de Seguretat de les Nacions Unides, aprovada el 23 de febrer de 1994 després de reafirmar la Resolució 782 (1992) i totes les resolucions posteriors sobre Moçambic, el Consell va examinar l'aplicació dels acords de pau de Roma i va establir una força composta de 1.144 policies de l'Operació de les Nacions Unides a Moçambic (ONUMOZ).
Després de revisar l'estat de la missió de l'ONUMOZ, es va reiterar a totes les parts la importància de l'Acord General de Pau i la seva oportuna implementació. Els esdeveniments positius van ser ben rebuts tot i que encara hi havia alguns retards. A petició del Govern de Moçambic i de la RENAMO es va observar respecte a l'observació de les activitats de la policia i, en aquest sentit, el secretari general Boutros Boutros-Ghali va recomanar la creació d'un component de policia de l'ONUMOZ per tal de reduir el component militar.
Es va establir un component de policia de fins a 1.144 persones. Es va demanar al secretari general que preparés la retirada d'una part del component militar i dibuixés els plans per a la finalització del mandat de l'ONUMOZ abans de novembre de 1994, quan prengui possessió un govern escollit. També s'elaboraren calendaris per a la retirada dels observadors militars després de la desmilitarització i per a la reducció de les forces militars en els corredors de transport quan la nova força de defensa nacional entrés en funcionament.
Foren ben rebuts els recents esdeveniments positius, inclòs l'inici de la reunió de les tropes, el desmantellament de les milícies paramilitars, la llei electoral i el nomenament de la Comissió Nacional Electoral. Alhora, hi havia la preocupació pels retards en la desmobilització i la formació d'un exèrcit nacional. Les dues parts van ser cridades a aplicar l'acord de pau, i en particular l'alto el foc i la desmobilització i l'acantonament de forces. També se'ls va demanar que convoquessin les eleccions no més tard d'octubre de 1994.